# Horiraa
Horiraa, mit zweiten Namen Neferibrenefer, war ein hoher altägyptischer Beamter, der in der 26. Dynastie unter den Pharaonen Necho II., Psammetich II. und Apries amtierte. Er ist von zahlreichen Denkmälern bekannt. Sein Vater hieß Anchhor und war wie sein Sohn Vorsteher der Torwache. Seine Mutter hieß Atumemnetjer.
Horiraa trug die Titel Vorsteher der Torwache (imi-ra ruyt), Vorsteher des königlichen Harems (imi-ra ipet-nisut) und bezeichnete sich als Erzieher von Psammetich II. Er trug auch den Titel Königssohn, wobei es sich aber um einen Ehrentitel handeln muss. Horiraa hatte ein großes Grab in Sakkara (LS 23), das die Lepsius-Expedition vorfand und dessen Dekoration teilweise kopierte. Von dort stammen auch seine Uschebtis, die sich heute in zahlreichen Sammlungen in aller Welt befinden.